# Fritz Wendhausen
Fritz Wendhausen född Friedrich Wendhausen 1891 död januari 1962 i London, tysk-engelsk regissör, manusförfattare och skådespelare. Han var verksam i England 1942-1958.

## Filmografi (urval)
- 1958 - Order att döda
- 1953 - Farlig flykt
- 1950 – Odette - agent S 23
- 1942 - Secret Service slår till

## Filmmanus i urval
- 1924 - Storhertigens finanser

## Regi i urval
- 1934 - Peer Gynt